# Uchenna Kanu
Uchenna Grace Kanu (* 20. Juni 1997 in Abia) ist eine nigerianische Fußballspielerin.

## Karriere

### College
In ihrer College-Zeit war sie in der Mannschaft von Southeastern Fire von 2016 bis 2019 aktiv.

### Klub
Ab Mai 2018, kam sie bei der Frauen-Mannschaft des Pensacola FC unter, der in der Gulf Coast Premier League spielt. Aber bereits Anfang 2020 machte sie den Wechsel nach Spanien, wo sie nun für den FC Sevilla auflief. Insgesamt kam sie im Rest der Saison 2019/20 aber nur vier Mal zum Einsatz und verließ den Klub im Sommer bereits wieder. Diesmal ging es für sie nach Schweden, wo sie beim Linköpings FC unterschrieb. Hier kam sie nun öfter zum Einsatz und blieb bis zum Ende der dortigen Saison 2021. Zum Jahresbeginn ging es wieder für sie zurück nach Nordamerika, diesmal aber nach Mexiko, wo sie für die Frauen-Mannschaft von Tigres de la UANL auflief. Im Februar 2023 schloss der Racing Louisville FC schließlich einen Transfer von ihr ab, womit sie seitdem erstmals in der NWSL zum Einsatz kommt.

### Nationalmannschaft
Nachdem sie bereits in der U17 und U20 ein paar Einsätze hatte, kam sie für die A-Nationalmannschaft erstmals im Jahr 2019 zum Einsatz. Ihr erstes Turnier war hierbei auch gleich die Weltmeisterschaft 2019, wo sie in allen Gruppenspielen, als auch auf dem verlorenen Achtelfinale gegen Deutschland zum Einsatz kam. Bedingt durch die COVID-19-Pandemie, fand ihre erste Teilnahme an einem Afrika-Cup dann erst bei der Ausgabe 2022 statt. Hier bekam sie in jeder Partie Einsatzzeit und erreichte am Ende mit ihrer Mannschaft das Halbfinale, was für die Teilnahme an der Weltmeisterschaft 2023 qualifizierte.
Am 16. Juni 2023 wurde sie für den nigerianischen Kader bei der Weltmeisterschaft 2023 nominiert, kam in jedem der vier Spiele ihres Teams zum Einsatz und schied mit der Mannschaft im Achtelfinale gegen die Engländerinnen aus. Beim 3:2-Erfolg im zweiten Gruppenspiel gegen Co-Gastgeber Australien erzielte sie ein Tor.